# 武田信之 (高家)
武田 信之（たけだ のぶゆき、文化4年（1807年） - 明治4年10月2日（1871年11月14日））は、幕末の高家旗本。大和国郡山藩主柳沢保光の七男で、3代前の武田家当主信明は父の実弟にあたる。通称は啓之丞、号は舜山。官位は従四位下・侍従、左京大夫。

## 略歴
- 文政7年（1824年）4月1日 - 将軍徳川家斉に御目見する。
- 文政13年（1830年）4月7日 - 部屋住ながら高家見習に召し出される。
- 天保元年（1830年）12月16日 - 従五位下・侍従・左京大夫に叙任する。後に従四位下に昇進する。
- 安政3年（1856年）10月11日 - 養父信典の隠居により、家督を相続。同年11月16日高家肝煎に就任する。
- 安政5年（1858年）8月2日 - 高家肝煎を辞職し、高家末席に列する。同年11月24日隠居し、養子崇信に家督を譲る。
- 文久2年（1862年）12月9日 - 剃髪し、舜山と号する。
- 明治4年（1871年）10月2日 - 死去。

## 子女
- 次男：柳生俊順（柳生俊能養子）
- 五男：柳生俊益（柳生俊順養子）
- 六男：柳沢光邦（柳沢光昭養子）